# روجر كيرك جونسون
روجر كيرك جونسون (بالإنجليزية: Roger Kirk Johnson)‏ هو مهندس معماري أسترالي، ولد في 28 ديسمبر 1922، وتوفي في 1991.